# Сунцзы
Сунцзы́ (кит. упр. 松滋, пиньинь Sōngzī) — городской уезд городского округа Цзинчжоу провинции Хубэй (КНР).

## История
Во времена империи Хань в 202 году до н.э. в этих местах был создан уезд Гаочэн (高成县), который в 30 году был присоединён к уезду Чжаньлин (孱陵县).
Когда во времена империи Цзинь северокитайские земли были захвачены кочевыми народами, то в 337 году для администрирования беженцев из уезда Сунцзы (松滋县) округа Луцзян (庐江郡) в этих местах был создан уезд, также получивший название Сунцзы.
В 1949 году был создан Специальный район Цзинчжоу (荆州专区) и уезд вошёл в его состав. В 1953 году из частей уездов Гунъань, Сунцзы и Шишоу был образован уезд Цзинцзян (荆江县). В 1955 году уезд Цзинцзян был присоединён к уезду Гунъань. В 1970 году Специальный район Цзинчжоу был переименован в Округ Цзинчжоу (荆州地区).
В 1994 году решением Госсовета КНР округ Цзинчжоу был преобразован в городской округ Цзинша (荆沙市).
В 1995 году уезд Сунцзы был преобразован в городской уезд.
В 1996 году городской округ Цзинша был переименован в Цзинчжоу.

## Административное деление
Городской уезд делится на 14 посёлков, 1 волость и 1 национальную волость.